# كوري شفاب
كوري شفاب هو لاعب هوكي الجليد كندي، ولد في 4 نوفمبر 1970 في نورث باتلفورد في كندا.

## وصلات خارجية
- كوري شفاب على موقع دوري الهوكي الوطني (الإنجليزية)
- كوري شفاب على موقع EliteProspects.com (الإنجليزية)
- كوري شفاب على موقع HockeyDB.com (الإنجليزية)
- كوري شفاب على موقع Hockey-Reference.com (الإنجليزية)